# Clinton Hill
Clinton Rory Hill (Johannesburg, 19 april 1980) is een Australisch sprinter, die is gespecialiseerd in de 400 m. Hij werd diverse malen Australisch kampioen in deze discipline. Ook vertegenwoordigde hij Australië verschillende keren op de 4 x 400 m estafette bij internationale wedstrijden.

## Biografie
Hill emigreerde in 1997 met zijn familie naar Australië. Hij kreeg de Australische nationaliteit in juni 2000 en werd toen geselecteerd voor de Olympische Spelen.
Zijn eerste succes behaalde hij op de universiade in 2001. Hij won een zilveren medaille op de 400 m achter de Amerikaan Andrew Pierce (goud) en voor de Oekraïner Andrey Tverdostup. Een jaar later werd hij voor de eerste maal Australisch kampioen op de 400 m.
Hij vertegenwoordigde Australië op de Olympische Spelen van 2004 in Athene. Op de 400 m werd hij uitgeschakeld in de voorrondes. Op de 4 x 400 m estafette won hij met zijn teamgenoten John Steffensen, Mark Ormrod, Patrick Dwyer een zilveren medaille (3.00,60) achter het Amerikaanse team (2.55,91) en voor het Nigeriaanse team (3.00,90).
Op de Gemenebestspelen 2006 won hij goud met zijn teamgenoten John Steffensen, Christopher Troode, Mark Ormrod op de 4 x 400 m estafette in 3.00,93. Dat jaar kwam hij ook uit op de wereldbekerwedstrijd in Athene. Op de 400 m werd hij achtste in 46,41 s en op de 4 x 400 m estafette werd hij eveneens achtste met zijn teamgenoten Tristan Thomas, Daniel Batman, Sean Wroe in 3.05,54. Het Amerikaanse team won deze wedstrijd in 3.00,11.
De Australische estafetteploeg plaatste zich op de Olympische Spelen van 2008 in Peking in de finale. Daar moest het genoegen nemen met een zesde plaats met een tijd van 3.00,02 in de formatie Sean Wroe, John Steffensen, Clinton Hill en Joel Milburn

## Titels
- Australisch kampioen 400 m - 2002, 2003, 2004

## Persoonlijke records
| Onderdeel | Prestatie | Datum           | Plaats   |
| --------- | --------- | --------------- | -------- |
| 300 m     | 34,20 s   | 2 december 2006 | Geelong  |
| 400 m     | 45,06 s   | 26 januari 2006 | Canberra |

## Palmares

### 400 m
Kampioenschappen
- 2001:  Universiade - 45,63
- 2002: 8e Gemenebestspelen - 46,00 s
- 2002: 5e Wereldbeker - 45,74 s
- 2006: 8e Wereldbeker - 46,41 s

Golden League-podiumplek
- 2003:  Bislett Games – 46,09 s

### 4 x 400 m
- 2004:  OS - 3.00,60
- 2006:  Gemenebestspelen - 3.00,93
- 2006: 8e Wereldbeker - 3.05,54
- 2008: 6e OS - 3.00,02